# Битва хоров
«Би́тва хоро́в» — музыкальное шоу, выходившее на телеканале «Россия-1» с 16 сентября 2012 по 29 декабря 2013 года. Являлось российской версией международного формата «Clash of the Choirs» компании «Shine lnternational». Основано на соревновании музыкальных коллективов (хоров) из разных городов и регионов России. В каждом сезоне 8 городов принимали участие в конкурсе и боролись за победу. К каждому хору прикреплялся «звёздный» наставник, который набирал себе команду путём открытых кастингов в одном из восьми участвующих городов. Вслед за кастингами проводилась череда прямых эфиров, по результатам которых количество хоров сокращалось. В финале оказывались два хора, один из которых становился победителем проекта.
Победителем первого сезона шоу «Битва хоров» стал хор города Екатеринбург (наставник — Денис Майданов). Во втором сезоне победу одержал хор Краснодарского края (наставник — Олег Газманов). Креативные продюсеры: Екатерина Боровлева, Наталья Карина, Наталья Билан.

## Наставники конкурса

### Сезон 1
В первом сезоне «Битвы хоров» наставниками коллективов были:
- МакSим — хор из Нижнего Новгорода;
- Александр Буйнов — хор из Москвы;
- Владимир Пресняков-младший — хор из Казани[1];
- Юлия Савичева — хор из Волгограда;
- Валерия — хор из Саратова;
- Дмитрий Маликов — хор из Санкт-Петербурга;
- Виктор Дробыш — хор из Новосибирска[a];
- Денис Майданов — хор из Екатеринбурга.

### Сезон 2
Во втором сезоне «Битвы хоров» наставниками коллективов были:
- Жасмин — хор из республики Татарстан;
- Дмитрий Маликов — хор из Москвы и Московской области;
- Татьяна Буланова — хор из Воронежской области;
- Слава — хор из Ростовской области;
- Михаил Бублик — хор из Челябинской области;
- Доминик Джокер — хор из Алтайского края;
- Виктор Дробыш — хор из Санкт-Петербурга и Ленинградской области;
- Олег Газманов — хор из Краснодарского края.

## Список выпусков

### Сезон 1

#### Прямой эфир №1
В первом прямом эфире победителем стал Денис Майданов и хор из Екатеринбурга, а аутсайдером стал хор из Нижнего Новгорода и МакSим.
В следующем прямом эфире приняли участие уже 7 хоров.
| Номер при голосовании | Наставник и Город                          | Песня             | Итоговые результаты |
| --------------------- | ------------------------------------------ | ----------------- | ------------------- |
| 01                    | Ирина Степанова и хор из Нижнего Новгорода | Хуторянка         | 10884 голоса        |
| 02                    | Елена Барабанова и хор из Москвы           | На ладони линия   | 9015 голосов        |
| 03                    | Василий Глушко и хор из Санкт-Петербурга   | Все что, касается | 8477 голосов        |
| 04                    | Анжелика Белоусова и хор из Саратова       | Вместе мы         | 10099 голосов       |
| 05                    | Пётр Лазарев и хор из Казани               | Свободный Полёт   | 8198 голосов        |
| 06                    | Анна Павлова и хор Екатеринбурга           | Веретено          | 7470 голосов        |
| 07                    | Георгий Колдун и хор Волгограда            | Облака-Бродяги    | 5853 голоса         |
| 08                    | Надежда Стрельникова и хор Новосибирска    | Лондон            | 13501 голос         |

#### Прямой эфир №3
| Номер при голосовании | Наставник и Город                       | Песня                      | Итоговые результаты |
| --------------------- | --------------------------------------- | -------------------------- | ------------------- |
| 01                    | Василий Глушко и хоры Екатеринбурга     | Жестокая любовь            | 18120 голосов       |
| 02                    | Георгий Колдун и хор Казани             | На теплоходе музыка играет | 12050 голосов       |
| 03                    | Елена Барабанова и хор Санкт-Петербурга | Midnight Dancer            | 11065 голосов       |
| 04                    | Ирина Степанова и хор Волгограда        | Мы Будем Вместе            | 12037 голосов       |
| 05                    | Надежда Стрельникова и хор Саратова     | На Большом Воздушном Шаре  | 5532 голоса         |
| 08                    | Пётр Лазарев и хор из Новосибирска      | Без Тебя                   | 15919 голосов       |

#### Прямой эфир №4
| Номер при голосовании | Наставник и Город                                   | Песня                   | Итоговые результаты |
| --------------------- | --------------------------------------------------- | ----------------------- | ------------------- |
| 01                    | Анжелика Белоусова и хор из Волгограда              | Привет, Андрей          |                     |
| 02                    | Мария Григорьева-Апполонова хор из Санкт-Петербурга | Сахара не надо          |                     |
| 03                    | Евгения Мазур хор из Саратова                       | Девочка девушка женщина |                     |
| 04                    | Елена Маслова хор из Екатеринбурга                  | Я Больше никогда        |                     |
| 08                    | Муслим Магомаев хор из Новосибирска                 | Вхожу в любовь          |                     |

#### Прямой эфир №5
| Номер при голосовании | Наставник и Город                         | Песня | Итоговые результаты |
| --------------------- | ----------------------------------------- | ----- | ------------------- |
| 01                    | Виктор Дробыш и хор из Новосибирска       |       |                     |
| 02                    | Валерия и хор из Саратова                 |       |                     |
| 04                    | Дмитрий Маликов и хор из Санкт-Петербурга |       |                     |
| 08                    | Денис Майданов и хор Екатеринбурга        |       |                     |

## Пародии
- 10 марта 2013 года программа была спародирована в передаче «Большая разница ТВ» на Первом канале[2].

### Комментарии
1. ↑  Изначально наставником хора должна была стать певица Лайма Вайкуле.